# كوزو ساتو
كوزو ساتو (باليابانية: 佐藤皐蔵؛ بالكانا: さとう こうぞう) هو عسكري ياباني، ولد في 15 مايو 1871 في هاناماكي في اليابان، وتوفي في 23 مارس 1948.